# Serbisch-montenegrinische Fußballnationalmannschaft
Die serbisch-montenegrinische Fußballnationalmannschaft (2003 bis 2006) bzw. die Fußballnationalmannschaft der Bundesrepublik Jugoslawien (1993 bis 2003) (serbisch Фудбалска репрезентација Савезне републике Југославије Fudbalska reprezentacija Savezne republike Jugoslavije bzw. Фудбалска репрезентација Србије и Црне Горе-Fudbalska reprezentacija Srbije i Crne Gore) war die von 1993/94 bis 2006 bestehende Fußballauswahl des nachfolgenden Staatenbundes des 1992 untergegangenen Staates Jugoslawien. Im Mai 2006 löste sich Montenegro offiziell durch eine Unabhängigkeitserklärung nach einem Unabhängigkeitsreferendum aus dem Staatenbund Serbien und Montenegro. Zur Fußball-Weltmeisterschaft 2006 in Deutschland wurden die beiden Staaten zum letzten Mal durch eine gemeinsame Mannschaft repräsentiert.

## Teilnahme an Fußball-Weltmeisterschaften
| Jahr | Gastgeberland  | Teilnahme bis …                       | Letzte(r) Gegner                         | Ergebnis | Trainer          | Bemerkungen und Besonderheiten |
| ---- | -------------- | ------------------------------------- | ---------------------------------------- | -------- | ---------------- | --- |
| 1994 | USA            | suspendiert                           | –                                        | –        |                  | |
| 1998 | Frankreich     | Achtelfinale (als BR Jugoslawien)     | Niederlande                              | 10.      | Slobodan Santrač | |
| 2002 | Südkorea/Japan | nicht qualifiziert                    | –                                        | –        |                  | In der Qualifikation an Russland und Slowenien gescheitert. |
| 2006 | Deutschland    | Vorrunde (als Serbien und Montenegro) | Niederlande, Argentinien, Elfenbeinküste | 32.      | Ilija Petković   | In der Qualifikation setzte sich die Mannschaft u. a. gegen Bosnien-Herzegowina durch, das 0:6 im 2. Gruppenspiel gegen Argentinien ist die höchste Niederlage. |

## Teilnahme an Fußball-Europameisterschaften
| Jahr | Gastgeberland           | Teilnahme bis …                    | Letzte(r) Gegner | Ergebnis | Trainer        | Bemerkungen und Besonderheiten                                                                       |
| ---- | ----------------------- | ---------------------------------- | ---------------- | -------- | -------------- | --- |
| 2000 | Niederlande und Belgien | Viertelfinale (als BR Jugoslawien) | Niederlande      | –        | Vujadin Boškov | Das 1:6 im Viertelfinale gegen die Niederlande ist die höchste Niederlage bei Europameisterschaften. |
| 2004 | Portugal                | nicht qualifiziert                 |                  |          |                | In der Qualifikation an Italien gescheitert.                                                         |

## Geschichte

### Anfang der 1990er Jahre
Anfang der 1990er Jahre befand sich der Fußball in Serbien und Montenegro auf einem bis heute nicht mehr erreichten Höhenflug. Spieler wie Dragan Stojković, Dejan Savićević, Predrag Mijatović, Vladimir Jugović und Siniša Mihajlović sorgten in internationalen Spitzenklubs für Furore. Die herausragenden spielerischen Fähigkeiten und der leichtfüßige Stil der Mannschaft um Kapitän und Spielmacher Stojković wurde von Journalisten deshalb schnell mit der Bezeichnung „Balkan-Brasilianer“ bedacht. Zudem sorgte der Gewinn des Europapokals der Landesmeister von Roter Stern Belgrad im Jahre 1991 für eine regelrechte Euphorie unter den serbischen Fußballfans. Just im selben Jahr qualifizierte sich die Mannschaft Rest-Jugoslawiens (bestehend aus den Teilrepubliken Serbien und Montenegro – die Qualifikation wurde freilich auch von Spielern aus Kroatien, Mazedonien und anderen Teilrepubliken bestritten, wie etwa mit dem Mazedonier Darko Pančev) für die Europameisterschaft in Schweden, wurde jedoch kurz vor ihrer Anreise zur EM – wegen der umfassenden Sanktionen der internationalen Staatengemeinschaft gegen das Regime von Slobodan Milošević – aus dem Turnier ausgeschlossen. Stattdessen fuhr daraufhin Dänemark nach Schweden und gewann überraschend das Turnier im Endspiel gegen Deutschland.

### 1992 bis 2002
Aufgrund der Sanktionen durfte die Mannschaft um Stojković nicht mehr an internationalen Wettbewerben teilnehmen und verpasste somit sowohl die Qualifikation zur WM 1994 in den USA als auch die EM 1996 in England. Erst 1998 durften die Jugoslawen wieder an einem internationalen Wettbewerb teilnehmen und erreichten auch problemlos die Endrunde in Frankreich. Die sechs verlorenen Jahre machten sich allerdings spürbar bemerkbar, da sich die Mannschaft nicht auffrischen konnte und die „goldene Generation“ um Savićević und Stojković in die Jahre gekommen war. Diese von serbischen Journalisten als „Altherrenmannschaft“ titulierte Auswahl schaffte es dennoch bis in das Achtelfinale, wo sie den Niederländern knapp mit 1:2 unterlag. Auch bei der darauffolgenden Europameisterschaft gelang der Einzug in die zweite Runde, und diesmal erwies sich die Altersschwäche der Mannen um Trainer Vujadin Boškov als noch eklatanter. Wieder waren es die Niederländer, die das immer noch als „Jugoslawien“ bezeichnete Team mit einem 6:1 aus dem Wettbewerb warfen. Eine noch katastrophalere Vorstellung boten die Serbo-Montenegriner unter der Leitung von Cheftrainer Dejan Savićević in den Qualifikationsspielen für die WM 2002 in Japan und Südkorea. Den „absoluten Tiefpunkt“ und letztendlich den Abgesang der „goldenen Generation“ bildete die 2:1-Niederlage gegen Aserbaidschan am 11. Juni 2003 – eine Art „Schmach von Córdoba“ für die Serben.

### Rückkehr zur europäischen Spitze
Mit einem neuen Trainer (Ilija Petković) und viel Pessimismus unter den Fans gelang jedoch eine kontinuierliche Aufbauarbeit, in der man sich mit weniger talentierten, dafür jedoch disziplinierten Spielern, wieder Schritt für Schritt an die europäische Fußballspitze hocharbeitete. Die serbisch-montenegrinische Nationalmannschaft wurde von vielen als Newcomerelf gefeiert. Dem neuen Nationaltrainer Ilija Petković blieb nichts anderes übrig, als die Mannschaft komplett umzugestalten. Das Ergebnis war eine junge, solide Elf mit einem gefährlichen Sturm um den bei Atlético Madrid spielenden Stürmer Mateja Kežman sowie einer nahezu unüberwindlichen Abwehr, die in der Qualifikation für die WM 2006 in Deutschland lediglich einen einzigen Gegentreffer kassierte. Die körperlich robuste Vierer-Abwehrkette um Mladen Krstajić, Ivica Dragutinović, Nemanja Vidić und Goran Gavrančić wurde von einigen englischen Journalisten deshalb auch als „Famous Four“ bezeichnet und folgerichtig schaffte die Mannschaft die Qualifikation zur WM 2006 vor Spanien und Belgien. Die Mannschaft wurde in die sogenannte „Todesgruppe“ C gelost, wo sie eine desolate Leistung bot und alle drei Spiele verlor (gegen die Niederlande 0:1, Argentinien 0:6 und Elfenbeinküste 2:3).

### Aufteilung
Nachdem sich die Bevölkerung Montenegros in einem Referendum am 21. Mai 2006 für die Unabhängigkeit von Serbien aussprach, wurde die gemeinsame Nationalmannschaft aufgelöst. Die serbische Fußballnationalmannschaft trat die Rechtsnachfolge der serbisch-montenegrinischen Nationalmannschaft an, die montenegrinische Fußballnationalmannschaft wurde neu gegründet. Bei der WM 2006 wurden die beiden Staaten jedoch noch durch eine gemeinsame Mannschaft repräsentiert. Das letzte Spiel unter dem Namen Serbien und Montenegro war die 2:3-Niederlage gegen die Elfenbeinküste am 21. Juni 2006 in München.

## Länderspiele

### Letzte Länderspiele
(Ergebnisse stets aus serbisch-montenegrinischer Sicht)
| Datum             | Spielort           | Gegner                  | Ergebnis  | Torschützen                                                                                                  | Art des Spiels                                   |
| 12. Oktober 2005  | Belgrad, (SCG)     | Bosnien und Herzegowina | 1:0 (1:0) | 1:0 Kežman (7.)                                                                                              | Qualifikation zur Fußball-Weltmeisterschaft 2006 |
| 13. November 2005 | Shanghai, (CHN)    | Volksrepublik China     | 2:0 (0:0) | 1:0 Đorđević (60.), 2:0 Žigić (75.)                                                                          | Freundschaftsspiel                               |
| 16. November 2005 | Seoul, (ROK)       | Südkorea                | 0:2 (0:1) | 0:1 Choi Jin-cheul (4.), 0:2 Lee Dong-gook (66.)                                                             | Freundschaftsspiel                               |
| 1. März 2006      | Tunis, (TN)        | Tunesien                | 1:0 (1:0) | 1:0 Kežman (12.)                                                                                             | Freundschaftsspiel                               |
| 27. Mai 2006      | Belgrad, (SCG)     | Uruguay                 | 1:1 (1:0) | 1:0 Stanković (18.), 1:1 Godín (82.)                                                                         | Freundschaftsspiel                               |
| 11. Juni 2006     | Leipzig, (D)       | Niederlande             | 0:1 (0:1) | 0:1 Robben (18.)                                                                                             | Fußball-Weltmeisterschaft 2006                   |
| 16. Juni 2006     | Gelsenkirchen, (D) | Argentinien             | 0:6 (0:3) | 0:1, 0:3 Maxi Rodríguez (6.), (41.), 0:2 Cambiasso (31.), 0:4 Crespo (78.), 0:5 Tévez (84.), 0:6 Messi (88.) | Fußball-Weltmeisterschaft 2006                   |
| 21. Juni 2006     | München, (D)       | Elfenbeinküste          | 2:3 (2:1) | 1:0 Žigić (10.), 2:0 Ilić (20.), 2:1 Dindane (37./HE), 2:2 Dindane (67.), 2:3 Kalou (85./HE)                 | Fußball-Weltmeisterschaft 2006                   |

Mit dem Gruppenspiel Elfenbeinküste – Serbien und Montenegro endete die langjährige jugoslawische Fußballgeschichte endgültig.

## Länderspiele gegen deutsche Fußballnationalmannschaften
1. 21. Juni 1998 in Lens: 2:2 (WM-Vorrunde)
2. 30. April 2003 in Bremen: 0:1 (dieses Spiel wird laut DFB-Statistik als einziges Spiel gegen Serbien-Montenegro gezählt)

- Siege: 0
- Niederlagen: 1
- Unentschieden: 1

## Trainer
- Slobodan Santrač (1994–1998)
- Vujadin Boškov (1999–2000)

## Spieler
- Predrag Đorđević
- Ivan Ergić
- Saša Ilić
- Vladimir Jugović
- Mateja Kežman
- Slobodan Komljenović
- Ognjen Koroman
- Darko Kovačević
- Ivica Kralj
- Mladen Krstajić
- Danijel Ljuboja
- Siniša Mihajlović
- Predrag Mijatović
- Savo Milošević (letzter Kapitän)
- Dejan Savićević
- Dejan Stanković
- Miroslav Stević
- Dragan Stojković
- Nemanja Vidić
- Zvonimir Vukić
- Nikola Žigić